# Муцольгов, Магомед Адамович
Магомед Адамович Муцольгов (р. 8 июня 1973 года) — ингушский правозащитник, известный регулярным оппонированием республиканским властям по множеству вопросов. Глава организации «МАШР», Председатель ОНК Ингушетии. Является объектом ответной критики и обвинений. В 2010 году получил премию Московской Хельсинкской Группы в области защиты прав человека.

## Биография
Образование высшее юридическое. Занимается правозащитной деятельностью с 2003 года. Сотрудничал со множеством российских и иностранных правозащитных организаций, входил в различные экспертные советы, по приглашению Комиссара Совета Европы по правам человека принимал участие в заседаниях Парламента Совета Европы. Деятельность Муцольгова была отмечена президентом (на тот момент) Ингушетии Евкуровым объявлением благодарности «За многолетнюю добросовестную общественную деятельность».

### Семья
Женат, двое детей. Потерял брата. По другим сведениям, у него есть брат Руслан.

## МАШР
Организация действует с 2005 года. Является правозащитной, занимается оказанием бесплатной юридической помощи гражданам. Внесена в реестр некоммерческих организаций, выполняющих функции «иностранного агента».

## Критика
На протяжении почти всей своей деятельности Муцольгов подвергался критике со стороны властей и оппонентов. В 2013 году его обвиняли в оказании негативного влияния на молодежь и получении денег от США и Норвегии. В 2015 году критиковали за высказывания о «варягах» из других регионов РФ, служащих в Ингушетии. В ноябре 2015 года в организации «МАШР» прошли обыски, в декабре Магомед Муцольгов заявил о давлении на него со стороны силовиков с использованием детской порнографии, якобы обнаруженной в его системном блоке. Глава Ингушетии Евкуров заявил, что не может в чём-то оправдывать или обвинять Муцольгова и не хочет вмешиваться в ход следствия. 9 декабря последнего пригласили на опрос. Имела место кампания правозащитников в его защиту. Глава ОНК КЧР Асият Хабичева объясняла последние проблемы Муцольгова его конфликтом с властями республики и тем, что он поддерживал Хамзата Чумакова.

## Оценки
Людмила Алексеева назвала деятельность Муцольгова «подвигом».
Глава Ингушетии Юнус-Бек Евкуров в 2016 году сказал, что «товарищ Муцольгов» может понести уголовную и административную ответственность за свои слова, посвященные майской спецоперации в республике, как и организация «Мекх-Кхел».